# Diphyllobothrium
Il Diphyllobothrium Cobbold, 1858 o Botriocefalo è un genere di platelminti che possono causare la difillobotriasi (botriocefalosi) negli esseri umani attraverso il consumo di pesce crudo o poco cotto.  La specie principale causa di difillobotriasi è il Diphyllobothrium latum, un cestode che infetta pesci e mammiferi, responsabile di una delle zoonosi da cestode più diffuse al mondo e conosciuto anche come tenia del pesce. D. latum è diffuso in Scandinavia, Russia occidentale, regioni baltiche dell'Europa, sebbene attualmente sia anche presente in Nord America, specialmente nel Nord Ovest del Pacifico. Nell'estrema parte orientale della Russia è stato identificato D. klebanovskii, che ha per ospite intermedio il Salmone rosa ed il Salmone keta.
Altri membri del genere Diphyllobothrium comprendono D. dendriticum (la tenia del salmone), che ha una diffusione ancora più ampia (l'intero emisfero settentrionale), D. pacificum, D. cordatum, D. ursi, D. lanceolatum, D. dalliae, e D. yonagoensis, i quali però raramente infettano l'uomo.  In Giappone, la specie più comune responsabile di infezione umana è D. nihonkaiense, considerato una specie separata dal D. latum solo nel 1986; da successivi studi molecolari è risultato appartenere alla specie D. klebanovskii.

## Storia
La tenia del pesce ha una lunga e documentata storia di infezioni ai danni di persone che consumano regolarmente pesce ed in particolare quelle i cui costumi comprendono il consumo di pesce crudo o poco cotto. Negli anni settanta, la maggior parte dei casi noti di difillobotriasi provenivano da Europa (5 milioni di casi) ed Asia (4 milioni di casi), con un minor numero di casi provenienti da Nord America e Sud America, ed in assenza di dati affidabili su casi da Africa ed Australia. È interessante notare che, nonostante il numero relativamente basso di casi visto oggi in Sud America, alcune delle prime testimonianze archeologiche di difillobotriasi proviengano da tali siti.  Evidenze di Diphyllobothrium spp. sono state rinvenute in resti umani datati 4 000-10 000 anni, nella costa occidentale del Sud America. Non è chiaro quando il Diphyllobothrium latum e le specie ad esso imparentate iniziarono a parassitare l'uomo, ma si è concordi nel ritenere che la difillobotriasi sia endemica nella popolazione umana da molto tempo. A causa del cambiamento delle abitudini alimentari in molte parti del mondo, importate o acquisite localmente, casi di difillobotriasi sono stati recentemente documentati in aree in precedenza non endemiche come il Brasile.  Proprio per ciò la difillobotriasi rappresenta una patologia infettiva emergente in parti del globo dove si sta introducendo la pratica di mangiare pesce crudo o poco cotto.

## Morfologia
Il verme adulto è composto da tre segmenti ben distinti morfologicamente: lo scolice (testa), il collo e la parte inferiore del corpo. Lo scolice è a forma di mandorla e, a differenza delle tenie, non ha uncini né ventose; il nome del genere Diphyllobothrium deriva appunto dalla testa, che assomiglia a due foglie messe insieme; essa non è mai presente quando vengono espulse le proglottidi. Lo scolice è connesso al collo, la regione proliferativa. Dal collo si dipartono numerosi segmenti (le proglottidi) la cui lunghezza varia tra i 2 ed i 4 mm, mentre la larghezza tra i 10 ed i 12 mm, e che contengono gli organi riproduttivi del verme: in ogni segmento è presente un utero a forma di rosetta in posizione centrale (a differenza delle tenie in cui è posizionato lateralmente). Un esemplare di D. latum può produrre 3 000-4 000 proglottidi, tali da renderlo il più lungo parassita conosciuto nell'uomo, raggiungendo mediamente i 10 (eccezionalmente i 20) metri di lunghezza; un adulto può rilasciare in un giorno oltre un milione di uova.

## Ciclo vitale

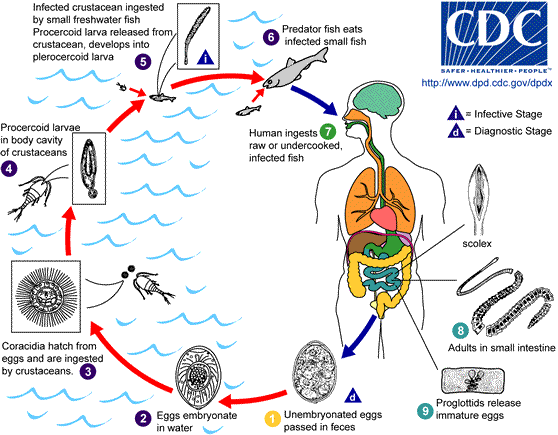
Ciclo vitale di D. latum. Clicca sull'immagine per vederla in full-size.

I cestodi adulti possono infettare esseri umani, canidi, felini, orsi, pinnipedi, e mustelidi, sebbene l'accuratezza dei dati riguardanti alcune delle specie non umane sia tuttora oggetto di dibattito. Le uova immature sono espulse dalle feci del mammifero (l'ospite definitivo in cui il parassita si riproduce).
Il ciclo vitale del D. latum comprende almeno due ospiti intermedi (un copepode ed uno o più pesci), ed un ospite definitivo (che possono essere l'uomo od altri mammiferi piscivori/ittiofagi). Lo svolgimento del ciclo vitale è illustrato in figura. Le uova immature vengono espulse tramite le feci da portatori infetti (1). Se queste raggiungono l'acqua e trovano condizioni ideali di temperatura (16-20 °C), luminosità ed ossigenazione, maturano in 7-20 giorni (2). Dalle uova escono i coracidi (3), che vengono ingeriti da copepodi, piccoli crostacei acquatici, nella cavità corporea dei quali il coracidio si sviluppa in larva procercoide (4). Per l'ulteriore evoluzione allo stadio di larva plerocercoide (piccolo verme di 5–15 mm) è necessario che il copepode diventi preda di un pesce, il secondo ospite intermedio (5). Una volta ingerita, la larva procercoide, migra nella muscolatura del pesce, dove può rimanere inattiva per diversi mesi, ma può infestare nuovamente dei pesci carnivori (6). Tra i pesci ospiti del parassita vi sono il luccio, la trota, il salmone, il pesce persico, la bottatrice, il salmerino. È nello stato plerocercoide che la larva rappresenta la forma infestante per l'ospite definitivo (7). La larva plerocercoide può attaccarsi all'intestino dell'ospite e completare il suo sviluppo in parassita adulto (8). Cresce dai 5 ai 20 cm al giorno e le proglottidi rilasciano le prime uova immature dopo 4-6 settimane dall'infestazione (9) anche se l'intervallo di tempo può variare dalle 2 settimane ai 2 anni. Il parassita adulto può vivere fino a 20 anni.

## Implicazioni sanitarie

### Clinica
I sintomi della difillobotriasi sono generalmente lievi e possono includere diarrea, dolori addominali, vomito, perdita di peso, affaticamento, costipazione ed astenia. Circa quattro casi su cinque sono asintomatici e possono passare molti anni senza che il parassita venga identificato. In un ristretto numero di casi, l'infestazione può portare ad una grave carenza di vitamina B12 a causa dell'assorbimento da parte del parassita dell'80% o più dell'introito giornaliero di questa, ed alla comparsa di un'anemia megaloblastica indistinguibile dall'anemia perniciosa. L'anemia può anche portare a sintomi neurologici da demielinizzazione (Degenerazione subacuta combinata del midollo spinale o Sindrome neuroanemica di Lichtheim). Normalmente la deplezione dei quantitativi di Vitamina B12 richiede un'infestazione di lunga durata, ed i sintomi neurologici appaiono dopo anni.

### Diagnosi
La diagnosi è fatta solitamente identificando i segmenti delle proglottidi o le caratteristiche uova (hanno forma ellittica ed un opercolo) nelle feci. Queste semplici tecniche diagnostiche ci permettono di identificare la natura del contagio ed il genere di parassita, condizione di solito sufficiente in ambito clinico. Tuttavia, quando deve essere determinata la specie (in studi epidemiologici, ad esempio), possono essere utilizzate con successo analisi RFLP (polimorfismo da lunghezza dei frammenti di restrizione). L'analisi PCR può essere eseguita su campioni di uova purificati, o su campioni di feci dopo sonicazione delle uova per rilasciarne il contenuto.

### Trattamento
Effettuata la diagnosi, il trattamento è semplice ed efficace. Il trattamento standard per la difillobotriasi, così come per numerose infestazioni parassitarie da Cestodi e Trematodi è una singola dose di praziquantel (5–10 mg/kg per os in singola somministrazione per adulti e bambini). Un trattamento alternativo è il niclosamide (2 g per os in singola somministrazione per gli adulti o 50 mg/kg per os in singola somministrazione). Un altro interessante strumento sia diagnostico che terapeutico è il mezzo di contrasto Gastrografin, introdotto nel duodeno, che permette la visualizzazione del parassita e si è anche dimostrato in grado di indurre il distacco e l'espulsione del parassita.

#### Effetti collaterali della terapia
Il praziquantel ha pochi effetti collaterali, molti dei quali sono simili ai sintomi della difillobotriasi. Essi comprendono malessere generale, cefalea, vertigini, disturbi addominali, nausea, aumento della temperatura e, occasionalmente, reazioni cutanee allergiche. Gli effetti collaterali della Niclosamide sono molto rari, a causa del fatto che non viene assorbita nel tratto gastrointestinale.

### Epidemiologia
Le persone a più alto rischio di infezione sono tradizionalmente quelle che consumano regolarmente pesce crudo, compresi i pescatori che mangiano il fegato crudo o le uova del pescato, e gli addetti alla preparazione e degustazione di cibi che contengono pesce crudo. Molte cucine regionali comprendono cibi crudi o poco cotti, come ad esempio sushi e sashimi nella cucina giapponese, il carpaccio di persico in quella italiana, la tartare au maison in popolazioni di lingua francese, il ceviche in America Latina ed aringhe marinate in Scandinavia. Con l'emigrazione e la globalizzazione, la pratica di mangiare pesce crudo in questi ed altri piatti ha portato la difillobotriasi in nuove parti del mondo e creato nuovi focolai endemici di malattia.

### Igiene e sanità pubblica
Le misure di contrasto più vantaggiose comprendono: prevenzione della contaminazione delle acque sia sensibilizzando l'opinione pubblica sui pericoli dell'evacuare nei corpi d'acqua superficiali sia con la promozione e lo sviluppo di misure igieniche di base; lo screening ed il trattamento efficace di persone infettate dal parassita; la prevenzione delle infestazioni di esseri umani che avviene attraverso il consumo di pesce crudo infetto. Questa ultima situazione può essere più facilmente modificata tramite l'educazione sulla corretta preparazione del pesce. Il pesce che sia adeguatamente cotto o congelato ad almeno −18 °C per 24-48 ore può essere consumato senza alcun rischio di infezione da D. latum; anche il trattamento del pesce in salamoia provvede a ridurre l'infettività, ma solo dopo giorni o settimane, in relazione sia alla dimensione del pesce, sia del tipo di sale utilizzato; non è invece efficace l'affumicatura.